# Ptyssiglottis aequifolia
Ptyssiglottis aequifolia är en akantusväxtart som först beskrevs av C. B. Cl., och fick sitt nu gällande namn av Elmer Drew Merrill. Ptyssiglottis aequifolia ingår i släktet Ptyssiglottis och familjen akantusväxter. Inga underarter finns listade i Catalogue of Life.